# Wacissa
Wacissa ist  ein census-designated place (CDP) im Jefferson County im US-Bundesstaat Florida.
Das U.S. Census Bureau hat bei der Volkszählung 2020 eine Einwohnerzahl von 362 ermittelt.

## Geographie
Wacissa liegt rund 20 Kilometer südlich von Monticello sowie etwa 20 Kilometer östlich von Tallahassee.

## Demographische Daten
Laut der Volkszählung 2010 verteilten sich die damaligen 386 Einwohner auf 117 Haushalte. 78,5 % der Bevölkerung bezeichneten sich als Weiße und 19,7 % als Afroamerikaner. 1,8 % gaben die Angehörigkeit  zu mehreren Ethnien an. 2,3 % der Bevölkerung bestand aus Hispanics oder Latinos.
Im Jahr 2010 lebten in 26,7 % aller Haushalte Kinder unter 18 Jahren sowie 26,7 % aller Haushalte Personen mit mindestens 65 Jahren. 64,2 % der Haushalte waren Familienhaushalte (bestehend aus verheirateten Paaren mit oder ohne Nachkommen bzw. einem Elternteil mit Nachkomme). Die durchschnittliche Größe eines Haushalts lag bei 2,34 Personen und die durchschnittliche Familiengröße bei 2,92 Personen.
19,3 % der Bevölkerung waren jünger als 20 Jahre, 25,6 % waren 20 bis 39 Jahre alt, 32,4 % waren 40 bis 59 Jahre alt und 22,5 % waren mindestens 60 Jahre alt. Das mittlere Alter betrug 43 Jahre. 53,9 % der Bevölkerung waren männlich und 46,1 % weiblich.
Das durchschnittliche Jahreseinkommen lag bei 53.333 $, dabei lebte niemand unter der Armutsgrenze.

## Sehenswürdigkeiten
Am 7. Mai 1973 wurde die San Juan De Aspalaga Site in das National Register of Historic Places eingetragen.